# (1623) Vivian
(1623) Vivian est un astéroïde de la ceinture principale.

## Description
(1623) Vivian est un astéroïde de la ceinture principale. Il fut découvert le 9 août 1948 à Johannesbourg par Ernest Leonard Johnson. Il présente une orbite caractérisée par un demi-grand axe de 3,14 UA, une excentricité de 0,16 et une inclinaison de 2,5° par rapport à l'écliptique.

## Compléments